# メジェリ・バラージュ
メジェリ・バラージュ（ハンガリー語: Megyeri Balázs、1990年3月31日 - ）は、ハンガリー・ブダペスト出身のプロサッカー選手。元ハンガリー代表。デブレツェニVSC所属。ポジションは、ゴールキーパー。

## 経歴

### クラブ
2005年に地元のフェレンツヴァーロシュTCのユースチームに入団。2007年にはイングランドに渡りブリストル・シティFCのユースチームに加入したメジェリだったが、トップチーム昇格とはならずにハンガリーに帰国。フェレンツヴァーロシュTCに復帰しプロデビュー。1年目からリーグ戦に出場し、2009年8月にはヘルタ・ベルリンの入団テストを受けたものの、契約には至らなかった。
2010年7月、オリンピアコスFCと4年契約を締結。加入後はレギュラーポジションに堅持していたメジェリだったが、ロベルト・ヒメネスが加入した2012年以降は、出場機会が減少していった。
2015年7月、ヘタフェCFと3年契約を結んだ。2015-16シーズンは正キーパーのビセンテ・グアイタとポジション争いをするまでには至らず、カップ戦2試合の出場に終わった。
2016年6月、ブンデスリーガ2部のSpVggグロイター・フュルトへ移籍した。契約期間は2年。

### 代表
ハンガリーU-20代表としては2009年にエジプトで行われたFIFA U-20ワールドカップに参加した。この大会でハンガリーは3位入賞を果たしたが、メジェリには出場機会はなかった。
ハンガリーU-21代表としては2012年6月5日に行われたUEFA U-21欧州選手権2013予選のリヒテンシュタインU-21代表戦などに出場した。
2016年5月、UEFA EURO 2016を控えハンガリー代表候補に選出され、オーストリアで行われた合宿に参加したが、最終メンバーからは外れた。